# Rudolf Hippius
Rudolf Werner Georg Hippius (* 9. Juni 1905 in Schadriza, Gouvernement Pskow, heute: Schadrizy (russisch Жадрицы), Oblast Pskow; † 23. Oktober 1945 in Prag) war ein deutschbaltischer Psychologe. Seine methodisch innovativen Arbeiten zur „Völkerpsychologie“ rechnen zur nationalsozialistischen Rassenforschung und dienten der Gestaltung der nationalsozialistischen „Germanisierungspolitik“ in Polen und der Tschechoslowakei.

## Leben

### Schule, Studium, Berufseinstieg
Rudolf Hippius war der Sohn des Oberförsters und Gutsbesitzers Georg Hippius. Nach dem Besuch einer Reformierten Schule in Sankt Petersburg wechselte er 1919 auf die Domschule zu Reval. Nach dem Abitur begann er 1924 ein Theologiestudium an der Universität Wien, das er im selben Jahr abbrach, um an der Universität Dorpat Philosophie zu studieren. 1929 legte er seine Magisterdissertation vor und arbeitete anschließend für zwei Jahre als Forschungsstipendiat der Deutschen Forschungsgemeinschaft und dann für zwei weitere Jahre als Hilfsassistent am Psychologischen Institut der Universität Leipzig bei Felix Krueger. Er promovierte schließlich 1934 in Dorpat.
Seit August 1933 war er mit Maria-Theresia, geborene Winterer, verheiratet, der späteren Gräfin Dürckheim (1909–2003). Seine Ehefrau, eine promovierte Psychologin, hatte er am Leipziger Institut für Psychologie kennengelernt.

### Zeit des Nationalsozialismus

#### Rückkehr nach Estland
Nach der Machtübergabe an die Nationalsozialisten trat er 1934 dem NS-Lehrerbund bei und wurde in dieser NS-Organisation Schulungsleiter.
Hippius kehrte 1934 nach Estland zurück und promovierte noch im selben Jahr an der Universität Dorpat zum Dr. phil. Anschließend war er am Institut für wissenschaftliche Heimatforschung der Universität Dorpat tätig und als Beauftragter der Deutschen Kulturverwaltung für Lehrerbildung und Eignungsuntersuchungen beschäftigt. Hier führte er eine berufspsychologische Untersuchung an den deutschen Schulen durch.
Der deutschvölkisch orientierte Hippius, seit 1924 Mitglied der Deutsch-Baltischen Partei in Estland, engagierte sich ab 1934 in der Nationalsozialistischen Erneuerungsbewegung Estlands. Er wurde stellvertretender Landesleiter der Volksdeutschen Vereinigung sowie 1939 Präsident des Deutschen Volksbundes Dorpat. Im Zuge der Umsiedlung der Deutsch-Balten im Gefolge des Hitler-Stalin-Paktes wurde er stellvertretender Umsiedlungsleiter für Stadt und Kreis Dorpat.

#### Dozent in Posen
Schon Ende 1939 konnte Hippius Konrad Meyer eine Denkschrift zur Bevölkerungsplanung im Warthegau vorlegen, die auch an das Büro Heinrich Himmlers gelangte und die Aufmerksamkeit Hans Joachim Beyers erregte. Das Rasse- und Siedlungshauptamt der SS bewilligte Fördermittel und noch 1940 wurde er an der später als Reichsuniversität Posen bezeichneten Hochschule Dozent für Psychologie und Philosophie sowie kommissarischer Leiter des Seminars für Psychologie und Pädagogik. Zusätzlich war er 1940 als Kriegsverwaltungsrat und Psychologe beim Heer der Wehrmacht dem Generalkommando XXI in Posen zugeteilt, wo er das DFG-Projekt „Warthegau als Siedlungsraum“ durchführte. In dieser von Oktober 1940 bis April 1941 durchgeführten Studie wurde die Siedlungsbereitschaft von 4700 dort stationierten Wehrmachtssoldaten abgefragt, von denen sich jedoch nur 20 % bereit zeigten, im Wartheland zu siedeln.
Als Posener Dozent leitete Hippius den Arbeitskreis „Eignungsforschung“ in der Reichsstiftung für deutsche Ostforschung und führte in diesem Zusammenhang in Posen und Litzmannstadt „eignungspsychologische und charakterologische Wertigkeitsuntersuchungen“ an Kindern deutsch-polnischer Ehen durch. Dabei handelte es sich um eine Art von Eignungsprüfung der „Mischlinge“ für die Deutsche Volksliste, die im Kontext der Umvolkungsforschung Hans Joachim Beyers stand und an der auch Hippius’ Frau Maria und der spätere Nobelpreisträger Konrad Lorenz mitarbeiteten. Im Gegensatz zu früheren „Mischlingsstudien“, wie jenen des Anthropologen Eugen Fischer, wandte Hippius dabei moderne Eignungs- und Assoziationstests an. Der Leiter der Deutschen Volksliste, der SS-Führer Herbert Strickner, lobte den Nutzen der Forschungen Hippius’ und Beyers bei der Zusammenstellung der Volksliste, da sie bewiesen hätten, dass auch Sprache, Religion und Gesinnung „rassisch“ bestimmt seien und als Indikatoren der Einstufung Verwendung finden könnten.
Hippius veröffentlichte seine Untersuchungsergebnisse 1943 in dem Sammelwerk Volkstum, Gesinnung und Charakter. Er kam dabei zu dem Schluss, dass steigende „völkisch-rassische Vermischung“ die charakterliche Substanz vermindere und charakterisierte die polnischen Charaktereigenschaften als Gegentypus im Sinne Erich Jaenschs. „Es erscheint demnach im Allgemeinen berechtigt,“ so Hippius, „in Volkstumsfragen (ebenso wie in Rassenfragen) Gruppenbildungen und Grenzziehungen nach der absoluten Größe des völkischen Blutsanteils vorzunehmen.“ Es werde „erstmalig der klare Nachweis erbracht, dass die blutsmäßige Mischung von Völkern einen bis ins einzelne fassbaren, regelmäßigen Wandel der charakterlichen Erbwerte herbeiführt.“ Damit gehört er zu den Vordenkern und Gestaltern der nationalsozialistischen „Germanisierungspolitik“ im besetzten Polen.
Zentrales Element seines wissenschaftlichen Ansatzes war „die Vorstellung psychische Grundstrukturen vom Individuum auf ganze ethnische Gruppen übertragen zu können, um auf diesem Wege zu einer neuartigen ‚Völkerpsychologie‘ zu gelangen“. Hippius setzte sich in Posen für eine Reform der Psychologenausbildung ein, da er die Inhalte neben den Arbeitsfeldern Berufs- und Erziehungsberatung um die „Ausbildung von Beratern im Gefüge der Rassenpflege“ erweitern wollte. Hintergrund seiner Überlegungen waren die „Festigung des deutschen Volkstums“ und die „Behandlung fremder Volkstümer“; die Ausbildungsinhalte sollten u. a. neben „rassenkundlichen und psychologischen Studien“ auch „Völkerpsychologie“ und „Methoden der Volksgruppenanalyse“ umfassen.
Einem Ersuchen auf Anerkennung der Habilitation, das Hippius umgehend nach seinem Posener Amtsantritt beim Reichsministerium für Wissenschaft, Erziehung und Volksbildung stellte, wurde zunächst nicht entsprochen, u. a. da seine Dissertation bereits in München erschienen war und so nicht durch die Universität Leipzig als Habilitationsleistung anerkannt wurde. Hippius erlangte daher erst 1942 den Beamtenstatus.

#### Hochschullehrer in Prag
Nachdem schon Hans Joachim Beyers Lehrstuhl für „Volkslehre einschließlich Grenz- und Auslandsdeutschentum“ 1942 durch den Einfluss Reinhard Heydrichs an die Deutsche Karls-Universität nach Prag verlegt worden war, erhielt auch Hippius Ende 1942 in Prag einen Lehrstuhl für Sozial- und Völkerpsychologie. Gemeinsam leiteten sie das „Institut für europäische Völkerkunde und Völkerpsychologie“ der Reinhard-Heydrich-Stiftung. Ab 1943 war der spätere Erziehungswissenschaftler Hans Mieskes Mitarbeiter von Hippius. Im Konzept der Stiftung sollte die Psychologie dabei in „das seelische Gefüge dieser Menschen“ eindringen, ihre Gesinnung, Beeinflussbarkeit und weltanschaulichen Bindungen erforschen. Für seine Untersuchungen erhielt Hippius in Prag eine umfangreiche räumliche und personelle Ausstattung, u. a. prüfte er tschechische Studienbewerber auf ihre rassische Eignung für ein Studium an deutschen Universitäten und tschechische Bürger in Prag.
Hippius widmete sich außerdem der „Bolschewismusforschung“. Sein Institut gab „Volkswissenschaftliche Feldpostbriefe“ für Studenten an der Front und für Offiziere der Waffen-SS heraus. Persönlich hielt er viele Vorträge vor Wehrmachtsangehörigen oder auch Junkern der Waffen-SS über die Psychologie der Völker der Sowjetunion. Im September 1944 baute er mit Lothar Stengel-von Rutkowski eine Arbeitsgemeinschaft zur „Erforschung der bolschewistischen Weltgefahr“ auf, und zuletzt legte er im März 1945 dem SS-Führungshauptamt eine Expertise über „Psychologische Unterlagen zur Frage der Bevölkerungslenkung in der Ukraine“ vor. Zu diesem Zeitpunkt setzte er sich mit Beyer und anderen Prager Kollegen wie Karl Thums und Stengel-von Rutkowski noch für eine Neuorientierung der nationalsozialistischen Ostpolitik ein. Sie propagierten einen „europäischen Bürgerkrieg“ als Abwehrkampf gegen Bolschewismus und Amerikanismus. Um die unterworfenen Völker für einen gemeinsamen Kampf unter deutscher Führung zu motivieren, sollte der nordische Herrenmenschgedanke fallen gelassen und das Zusammenwirken der zahlreichen Sonderqualitäten der europäischen Rassen betont werden.
Beim Reichsministerium für die besetzten Ostgebiete vertrat Hippius in der Zentrale für Ostforschung als Fachgruppenleiter für Völkerpsychologie die Reinhard-Heydrich-Stiftung.
Hippius, der bei der SA den Rang eines Obersturmführers erreichte, beantragte am 26. November 1942 die Aufnahme in die NSDAP und wurde zum 1. Februar 1944 aufgenommen (Mitgliedsnummer 9.676.235). Hippius gehörte auch dem Bund Deutscher Osten (BDO) an. Obwohl er eng mit der SS zusammenarbeitete, ist über eine Mitgliedschaft in der SS nichts bekannt.
Nach dem Prager Aufstand im Mai 1945 und dem anschließenden Einmarsch der Roten Armee in die Stadt, geriet Hippius in Kriegsgefangenschaft. Er starb im Oktober 1945 in einem sowjetischen Internierungslager.

## Kritische Würdigung
Als die Todesnachricht 1959 in Deutschland bekannt wurde, bedauerte der Psychologe Johannes Rudert, der Hippius noch aus Leipzig kannte, dies noch: „Ein Forscher von Format ging damit für die deutsche Psychologie verloren, noch ehe er zur vollen Ausformung seiner reichen Möglichkeiten gelangt war.“ Der Historiker Roland Gehrke urteilte dagegen über Hippius’ Posener Studie: „Das stark von pseudowissenschaftlichem Vokabular (vgl. die abenteuerliche Wortschöpfung ‚Völkischer Resonanzraum‘) durchsetzte und auf den heutigen Leser unweigerlich skurril wirkende Machwerk ist ein besonders krasses Beispiel dafür, welch kaum überbietbarer Unsinn im Dritten Reich im Namen der Wissenschaft fabriziert wurde.“ Egbert Klautke attestiert Hippius’ „Völkerpsychologie“ dagegen, dass sie auf modernen experimentellen psychologischen Testverfahren beruht habe.

## Schriften (Auswahl)
- Erkennendes Tasten als Wahrnehmung und als Erkenntnisvorgang, C. H. Beck, München 1934. Auch erschienen in: Neue Psychologische Studien. Bd. 10, H. 5 Hochschulschrift. Zugl.: Phil. Dissertation an der Universität Dorpat
- Über Gemeinschaft, Dorpat 1935. Aus: Dt. Zeitung. 1935, Nr. 28. 34. 40 u. 46
- Die Umsiedlergruppe aus Estland: Ihre soziale, geist. u. seel. Struktur, Kluge & Ströhm, Posen 1940 (mit P. Armsen; J. G. Feldmann)
- Siedlungsbereitschaft für den Osten, Hist. Ges. im Wartheland, Posen und Hirzel, Leipzig, 1942 (mit J. G. Feldmann)
- Macht und Grenzen des Vorbildes, Kluge & Ströhm, Posen 1943. Aus: Vorträge und Aufsätze // Reichsuniversität Posen; H. 5.
- Volkstum, Gesinnung und Charakter: Bericht über psychol. Untersuchgen an Posener dt.-poln. Mischlingen u. Polen, Kohlhammer, Stuttgart 1943, Aus: Veröffentlichungen der Arbeitsgemeinschaft für Ostsiedlung.
- Das zeitlose Antlitz Europas, Kohlhammer, Prag 1944